# Damir Ismagułow
Damir Ismagułow (ur. 3 lutego 1991) – rosyjski zawodnik mieszanych sztuk walki (MMA) pochodzenia kazachskiego. Były mistrz organizacji M-1 Global w wadze lekkiej. W latach 2018-2023 związany z najlepszą organizacją MMA na świecie - UFC.

## Życiorys
W wieku dziecięcym grał w piłkę nożną, lubił jazdę konną i próbował sił w lekkoatletyce. Następnie przeniósł się na stałe do Orenburga, wstępując do Instytutu Kultury Fizycznej i Sportu Państwowej Wyższej Szkoły Pedagogicznej. Jako student trenował różne rodzaje sztuk walki, spełniał standardy mistrzowskie w walce uniwersalnej oraz w walce wręcz, w armii. Od 2011 roku trenował MMA na poziomie amatorskim. W 2014 roku po zdobyciu Pucharu Rosji otrzymał tytuł Mistrza Sportu w mieszanych sztukach walki. Jest praktykującym muzułmaninem i etnicznym Kazachem.

## Kariera MMA

### M-1 Global
26 maja 2017 Ismagułow został mistrzem wagi lekkiej organizacji M-1 Global, po pokonaniu Maxima Divnicha. Po dwukrotnej obronie pasa mistrzowskiego, pokonując takich zawodników jak: Raul Tutarauli i Arciom Damkouski, podpisał kontrakt z Ultimate Fighting Championship.

### UFC
Dla amerykańskiej organizacji zadebiutował 2 grudnia 2018 na gali UFC Fight Night: dos Santos vs. Tuivasa, kiedy to podjął Alexa Gorgeesa. Wygrał walkę przez jednogłośną decyzję.
23 lutego 2019 w drugiej walce dla UFC, doszło do jego walki z Hiszpanem, Joelem Alvarezem na gali UFC Fight Night: Błachowicz vs. Santos. Wygrał walkę przez jednogłośną decyzję.
31 sierpnia 2019 na UFC on ESPN + 15 zmierzył się z Thiago Moisésem. Wygrał przez jednogłośną decyzję.
Na gali UFC Fight Night: Font vs. Garbrandt, która odbyła się 22 maja 2021 doszło do jego walki z Rafaelem Alvesem. Wygrał walkę jednogłośną decyzją.
30 października 2021 na UFC 267 miał zmierzyć się z Magomiedem Mustafajewem, jednak podczas ważenia Ismagułow ważył ponad 4 kg,przekraczając limit wagi lekkiej. Walka została odwołana przez UFC.
18 czerwca 2022 na UFC on ESPN 37 stoczył walkę z Gruzinem, Guramem Kutateladze. Wygrał bliską walkę większościową decyzją.
17 grudnia 2022 na UFC Fight Night 216 zmierzył się z ormiańsko-rosyjskim zawodnikiem, Armanem Carukjanem. Po dominacji zapaśniczej rywala przegrał walkę przez jednogłośną decyzję.
1 stycznia 2023 poinformował za pomocą mediów społecznościowych o zakończeniu sportowej kariery z powodów zdrowotnych. Ostatecznie w maju tego samego roku,  ogłoszono jego walkę z Amerykaninem, Grantem Dawsonem, którą stoczył w lipcu podczas gali UFC Fight Night: Strickland vs. Magomedov w Las Vegas. Przegrał jednogłośną decyzją sędziów, którzy zwycięstwo rywala wskazali w stosunku 2 x 30-27, 30-26.
20 lipca 2023 ogłoszono, że kontrakt Ismagułowa dobiegł końca i nie został przedłużony.

### Niedoszły debiut dla GFL i walki w Kazachstanie
21 września 2024 na gali Alash Pride FC 100 miało dojść do jego pojedynku z Adriano Martinsem. W późniejszym czasie Martins wycofał się z nieznanych powodów i w krótkim czasie został zastąpiony przez Oberdana Tenório. Ismagułow spektakularnie znokautował rywala kopnięciem obrotowym w pierwszej rundzie.
W styczniu 2025 roku, podpisał kontrakt z nowo powstałą organizacją Global Fight League. W późniejszym czasie organizacja ta anulowała dwie pierwsze gale, które miały odbyć się 24 i 25 maja w Los Angeles.
27 maja 2025 na gali Alash Pride 108 w Astanie pokonał Alana Patricka przez techniczny nokaut pod koniec drugiej rundy.

## Osiągnięcia i nagrody

### Mieszane sztuki walki
- M-1 Global
  - 2017–2018: Mistrz M-1 Global w wadze lekkiej[2]
  - 2017: Zawodnik roku M-1 Global[32]

## Lista walk w MMA
| Wynik     | Bilans | Przeciwnik (bilans przed walką) | Rozstrzygnięcie                  | Runda | Czas | Rozgrywki                                     | Data       | Miejsce    | Uwagi                                                 |
| --------- | ------ | ------------------------------- | -------------------------------- | ----- | ---- | --------------------------------------------- | ---------- | ---------- | ----------------------------------------------------- |
| Wygrana   | 27-3   | Alan Patrick (15-4)             | TKO (ciosy pięściami w parterze) | 2     | 4:33 | Alash Pride 108                               | 27.05.2025 | Astana     | Main Event                                            |
| Wygrana   | 26-3   | Oberdan Tenório (37-15-1)       | KO (kopnięcie obrotowe)          | 1     | 2:12 | Alash Pride 100                               | 21.09.2024 | Aktobe     | Main Event                                            |
| Wygrana   | 25-3   | Dmitriy Klimov (8-3)            | Decyzja (jednogłośna)            | 3     | 5:00 | Hardcore MMA 94                               | 13.07.2024 | Ałmaty     | Co-Main Event                                         |
| Przegrana | 24-3   | Grant Dawson (19-1-1)           | Decyzja (jednogłośna)            | 3     | 5:00 | UFC Fight Night: Strickland vs. Magomedov     | 01.07.2023 | Las Vegas  |                                                       |
| Przegrana | 24-2   | Arman Carukjan (18-3)           | Decyzja (jednogłośna)            | 3     | 5:00 | UFC Fight Night: Cannonier vs. Strickland     | 17.12.2022 | Las Vegas  | Co-Main Event                                         |
| Wygrana   | 24-1   | Guram Kutateladze (12-2)        | Decyzja (większościowa)          | 3     | 5:00 | UFC on ESPN: Kattar vs. Emmett                | 18.06.2022 | Austin     |                                                       |
| Wygrana   | 23-1   | Rafael Alves (19-10)            | Decyzja (jednogłośna)            | 3     | 5:00 | UFC Fight Night: Font vs. Garbrandt           | 22.05.2021 | Las Vegas  |                                                       |
| Wygrana   | 22-1   | Thiago Moisés (12-3)            | Decyzja (jednogłośna)            | 3     | 5:00 | UFC Fight Night: Andrade vs. Zhang            | 31.08.2019 | Shenzhen   |                                                       |
| Wygrana   | 21-1   | Joel Alvarez (15-1)             | Decyzja (jednogłośna)            | 3     | 5:00 | UFC on ESPN+ 3: Błachowicz vs. Santos         | 23.02.2019 | Praga      |                                                       |
| Wygrana   | 20-1   | Alex Gorgees (7-0)              | Decyzja (jednogłośna)            | 3     | 5:00 | UFC Fight Night 142: Dos Santos vs. Tuivasa   | 01.12.2018 | Adelaide   | Debiut w UFC.                                         |
| Wygrana   | 19-1   | Arciom Damkouski (22-10)        | TKO (kontuzja ręki)              | 1     | 3:53 | M-1 Challenge 94                              | 15.06.2018 | Orenburg   | Obronił mistrzostwo M-1 w wadze lekkiej.              |
| Wygrana   | 18-1   | Raul Tutarauli (21-3)           | Decyzja (jednogłośna)            | 5     | 5:00 | M-1 Challenge 88                              | 22.02.2018 | Moskwa     | Obronił mistrzostwo M-1 w wadze lekkiej.              |
| Wygrana   | 17-1   | Rogério Matias (13-2)           | Decyzja (jednogłośna)            | 3     | 5:00 | M-1 Challenge 85                              | 10.11.2017 | Moskwa     | Walka bez tytułu mistrzowskiego.                      |
| Wygrana   | 16-1   | Maxim Divnich (9-2)             | TKO (ciosy)                      | 5     | 4:47 | M-1 Challenge 78                              | 26.05.2017 | Orenburg   | Zdobył wakujące mistrzostwo M-1 w wadze lekkiej.      |
| Wygrana   | 15-1   | Morgan Heraud (7-5)             | TKO (ciosy)                      | 3     | 1:31 | M-1 Challenge 74                              | 18.02.2017 | Petersburg | Limit umowny do 72,1 kg.                              |
| Wygrana   | 14-1   | Murat Bakhtorazov (0-0-1)       | TKO (ciosy)                      | 1     | 3:52 | Alash Pride FC: Zhekpe Zhek                   | 15.12.2016 | Ałmaty     | Wygrał turniej Alash Pride FC w wadze lekkiej.        |
| Wygrana   | 13-1   | Aibek Nurseit (1-0)             | TKO (ciosy)                      | 1     | 4:03 | Alash Pride FC: Zhekpe Zhek                   | 15.12.2016 | Ałmaty     | Półfinały turnieju Alash Pride FC w wadze lekkiej.    |
| Wygrana   | 12-1   | Temirlan Aysadilov (6-2)        | TKO (ciosy)                      | 2     | 2:49 | Alash Pride FC: Zhekpe Zhek                   | 15.12.2016 | Ałmaty     | Ćwierćfinały turnieju Alash Pride FC w wadze lekkiej. |
| Wygrana   | 11-1   | Rubenilton Pereira (16-3)       | Decyzja (jednogłośna)            | 3     | 5:00 | M-1 Challenge 72                              | 18.11.2016 | Moskwa     | Limit umowny do 73 kg. Bonus za walkę wieczoru.       |
| Wygrana   | 10-1   | Ilias Chyngyzbek (0-0)          | Decyzja (jednogłośna)            | 5     | 5:00 | Naiza FC 6                                    | 16.09.2016 | Aktau      | Limit umowny do 73 kg.                                |
| Wygrana   | 9-1    | Raul Tutarauli (12-2)           | TKO (ciosy)                      | 3     | 3:49 | M-1 Challenge 66                              | 27.05.2016 | Orenburg   | Bonus za walkę wieczoru.                              |
| Wygrana   | 8-1    | Vyacheslav Ten (12-8-2)         | Poddanie (duszenie zza pleców)   | 1     | 2:31 | M-1 Challenge 65                              | 09.04.2016 | Petersburg |                                                       |
| Wygrana   | 7-1    | Gennady Sysoev (0-0)            | TKO (poddanie po ciosach)        | 3     | ?    | Scythian Gold: MMA Fight Night                | 04.03.2016 | Orenburg   |                                                       |
| Wygrana   | 6-1    | Javier Fuentes (10-2)           | TKO (ciosy)                      | 1     | ?    | OMMAF: Scythian Gold 2015                     | 21.11.2015 | Orenburg   |                                                       |
| Przegrana | 5-1    | Ramazan Esenbaev (8-1-1)        | Decyzja (jednogłośna)            | 3     | 5:00 | M-1 Challenge 61                              | 20.09.2015 | Nazrań     |                                                       |
| Wygrana   | 5-0    | Pedro Eugenio Granjo (1-2)      | TKO (ciosy)                      | 1     | 2:53 | M-1 Challenge 59                              | 03.07.2015 | Astana     | Limit umowny do 71 kg. Ismagułow nie wykonał wagi.    |
| Wygrana   | 4-0    | Sergei Andreev (7-3)            | Decyzja (jednogłośna)            | 3     | 5:00 | M-1 Challenge 57                              | 02.05.2015 | Orenburg   | Debiut w M-1 Global.                                  |
| Wygrana   | 3-0    | Faud Aliev (0-0)                | Decyzja (jednogłośna)            | 3     | 5:00 | Kazakhstan MMA Federation: Battle of Nomads 3 | 11.04.2015 | Uralsk     |                                                       |
| Wygrana   | 2-0    | Eldar Magomedov (0-0)           | TKO (ciosy)                      | 1     | 4:32 | Kazakhstan MMA Federation: Battle of Nomads 2 | 30.11.2014 | Ałmaty     |                                                       |
| Wygrana   | 1-0    | David Bácskai (0-0)             | TKO (ciosy)                      | 1     | 3:57 | OMMAF: Scythian Gold 2014                     | 18.10.2014 | Orenburg   |                                                       |

## Lista walk w kickboxingu
| Wynik     | Bilans | Przeciwnik (bilans przed walką) | Rozstrzygnięcie       | Runda | Czas | Rozgrywki     | Data       | Miejsce    | Uwagi                |
| --------- | ------ | ------------------------------- | --------------------- | ----- | ---- | ------------- | ---------- | ---------- | -------------------- |
| Przegrana | 1-0    | Eduard Vartanyan (0-0)          | Decyzja (jednogłośna) | 3     | 3:00 | Nashe Delo 82 | 06.03.2024 | Petersburg | Debiut w kickboxingu |

## Lista walk w boksie
| Wynik   | Bilans | Przeciwnik (bilans przed walką) | Rozstrzygnięcie | Runda, czas | Data       | Miejsce | Uwagi           |
| ------- | ------ | ------------------------------- | --------------- | ----------- | ---------- | ------- | --------------- |
| Wygrana | 1-0    | Felipe da Silva Maia (0-0)      | UD              | 4           | 20.12.2024 | Astana  | Debiut w boksie |